# Alan John Oxley
Alan John Oxley (* 2. August 1919 in Durban; † 16. September 2011) war ein südafrikanischer Diplomat.

## Leben
Alan John Oxley war der Sohn von J. P. Oxley. Er besuchte die Highbury Preparatory School und studierte an der University of Natal. Von 1941 bis 1945 wurde er von der Union Defence Force eingesetzt.
1946 trat er als Kadett in das Südafrikanische Außenministerium ein.
Am 4. Februar 1948 gehörte er zur Delegation der Unabhängigkeitszeremonie in Colombo.
1949 war er Gesandtschaftssekretär in Kairo.
Von 1950 bis 1953 war er Gesandtschaftssekretär in Athen.
Vom 27. Januar 1954 bis 1. März 1957 war er Konsul in Elisabethville.
Von 1957 bis 1960 wurde er im Außenministerium beschäftigt.
Von 1960 bis 1963 war er stellvertretender Leiter der Delegation zur Konferenz der Internationalen Arbeitsorganisation.
Im März 1961 vertrat er Südafrika auf der Ministerpräsidentenkonferenz des Commonwealth of Nations.
1961 war er Gesandtschaftsrat an der Highcommission in London.
1962 war er Generalkonsul in London.
1964 war er Gesandtschaftsrat an der Highcommission in London.
Vom 21. Juli 1965 bis 31. Januar 1969 hatte er Exequatur als Generalkonsul in Wellington.
Vom 1. November 1970 bis 1973 hatte er mit dem persönlichen Rang eines Botschafters Exequatur als Generalkonsul in Teheran.
Von 1973 bis 1977 war er Under-Secretary im Department of Foreign Affairs.
Von 1977 bis 1983 war er Botschafter in Canberra; anschließend wurde er in den Ruhestand versetzt.
| Vorgänger                      | Amt                                                                            | Nachfolger                    |
| ------------------------------ | ------------------------------------------------------------------------------ | ----------------------------- |
| Harold Langmead Taylor Taswell | südafrikanischer Konsul in Elisabethville 27. Januar 1954 bis 1. März 1957     | Peter Rae Killen              |
| Abraham Jozef Van Lille        | südafrikanischer Generalkonsul in Wellington 21. Juli 1965 bis 31. Januar 1969 | Peter Hugh Philip (1916–1987) |
| —                              | südafrikanischer Generalkonsul in Teheran 1. November 1970 bis 1973            | Charles Alan Fraser           |
| John Brent Mills               | südafrikanischer Botschafter in Canberra 1977 bis 1983                         | Denis Worrall                 |